# Tianyuornis cheni
Tianyuornis cheni — вимерлий вид птахів, що існував у ранній крейді на території Східної Азії. Скам'янілість знайдена у пластах формації Їксян у провінції Ляонін у Китаї.